# Quillette
«Quillette» — мережевий журнал, заснований австралійською журналісткою Клер Леманн. Журнал головно зосереджений на темах науки і технологій, новинах, культурі та політиці. Проєкт також випускає два подкасти — епонімний «Quilette» та «Wrongspeak». Лінія передовиць є переважно лібертаріянською та пов'язана з Інтелектуальною темною мережею.
Первісно «Quillette» мав на меті зосередитись на наукових темах, але згодом фокус видання змістився на висвітлення політичних і культурних проблем, пов'язаних з свободою слова та політикою ідентичности.